# Okenia cochimi
Okenia cochimi is een slakkensoort uit de familie van de Goniodorididae. De wetenschappelijke naam van de soort is voor het eerst geldig gepubliceerd in 2004 door Gosliner & Bertsch.